# Me Myself and I
Me Myself and I ist ein Jazzalbum von Dom Minasi. Die wohl im März 2005 in den Musecat Recording Studios von Marty Dunayer entstandenen Aufnahmen erschienen 2022 auf dem Label Unseen Rain. Es war die letzte Veröffentlichung Minasis, der Mitte 2023 im Alter von 80 Jahren starb.

## Hintergrund
Für dieses Album entschied sich Minasi um 2000 einige seiner Stücke, die er zwischen 1976 und 1995 geschrieben hat, mit Akustikgitarren (verschiedenen Takamine-Gitarren mit sechs und zwölf Saiten) aufzunehmen. Da Minasi gleichzeitig Basslinien und Rhythmus spielen konnte, wurde die Aufnahme Me Myself and I betitelt. Im Studio nahm der Gitarrist zunächst die Rhythmusparts, in der folgenden Stunde die Melodie und die Improvisationen auf. Anschließend wurden die beiden Teile im Studio überspielt. Während der COVID-19-Pandemie, als Minasi nicht in Studios aufnehmen konnte, hat er das Material überprüft, um zu entscheiden, was gemastert und veröffentlicht werden konnte.

## Titelliste
- Dom Minasi: Me Myself and I (Unseen Rain)

1. Samba de Domingo 4:49
2. Brown Eyes 6:41
3. Gentle 7:06
4. Inside Out 6:46
5. The Color of Her Eyes Is Grey 5:45
6. Angela 5:08
7. Be Op Be Op Be Ah 6:25
8. Balad for Carol 6:22
9. Sometime Samba 5:33

Die Kompositionen stammen von Dom Minasi.

## Rezeption
Wer den Gitarristen Dom Minasi und seine experimentierfreudigen Veröffentlichungen kenne, werde vielleicht von dem „gradlinigeren“ Album Me, Myself and I überrascht sein, meinte Hrayr Attarian, der das Album in All About Jazz rezensierte. Mit diesem Album zeige Minasi, dass seine Kreativität ungebrochen sei, egal ob er sich in einem avantgardistischen Umfeld befinde oder sich mit eher „traditionellem“ Material beschäftige. Es würde auch die Zeitlosigkeit seiner Kompositionen unterstreichen, da sie durch die Jahrzehnte seit ihrer Entstehung überhaupt nicht gealtert seien. Sie blieben lebendig und spannend.